# Atari, Inc.
Atari, Inc. foi uma empresa de produtos eletrônicos, e uma das principais responsáveis pela popularização dos vídeo games. Foi fundada em 27 de junho de 1972 por Nolan Bushnell e Ted Dabney e no mesmo ano começou a produzir em massa máquinas que reproduziam o jogo Pong.
Em 1976, a empresa foi adquirida pela Warner Communications, e após a crise de 1984, a empresa foi encerrada, se dividindo em duas: Atari Games e Atari Corporation.
A Atari Games continuou sobre propriedade da Warner Communications até ser vendida para a Namco, logo após isso retornou para a Time Warner, seguiu independente por 8 anos, depois foi adquirida pela Midway Games, se tornando agora Midway Games Austin, até ser fechada e seus ativos terem sido adquiridos junto de toda a Midway pela Warner Bros. Interactive Entertainment e se tornarem a atual NetherRealm Studios.
A segunda foi a Atari Corporation Games, que foi vendida para Jack Tramiel, mas que após alguns anos foi vendida para a GT Interactive e Hasbro, se tornando Hasbro Interactive, até ser comprada pela Infogrames Entertainment SA, se tornando em 2009 na Atari SA.

## História

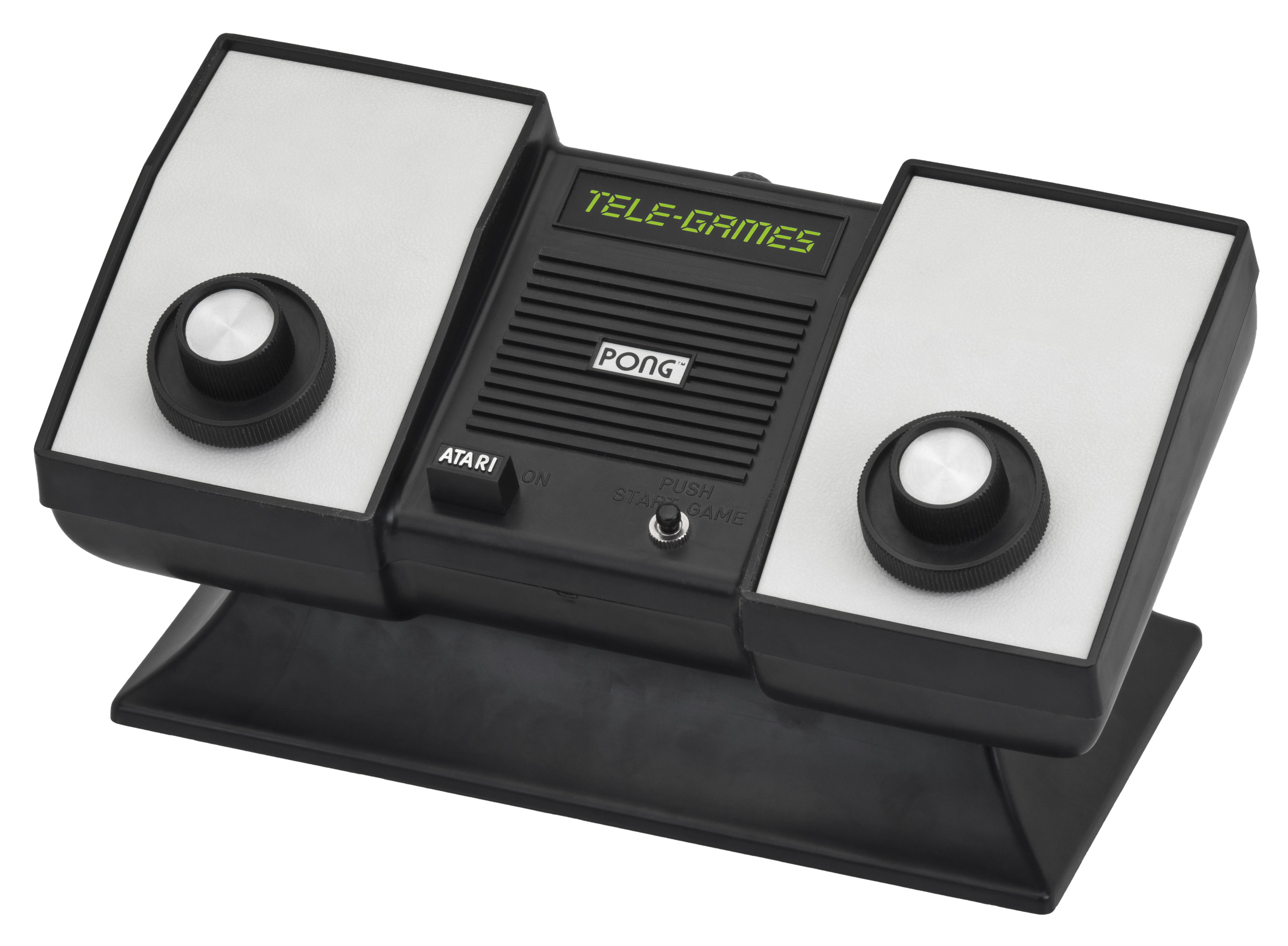
Atari-Telegames Home Pong de 1975.

A Atari foi fundada por Nolan Bushnell e Ted Dabney em 1972 e seu primeiro jogo foi o arcade Pong. Em 1975 a empresa lançou uma versão caseira do jogo.

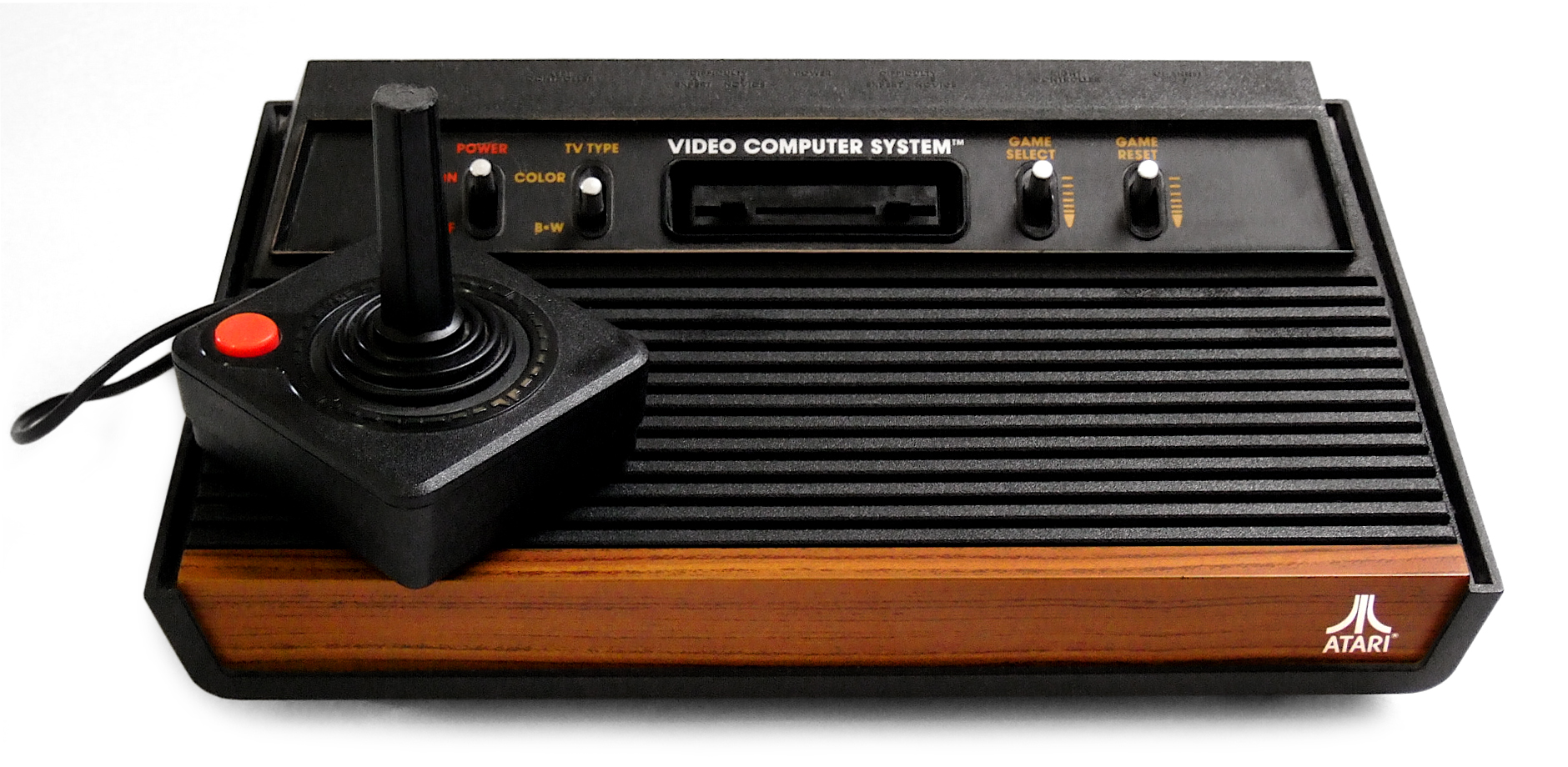
Console Atari 2600, lançado originalmente em 1977

Durante a década de 1970, a Atari se destacou ao produzir dezenas de jogos para arcade. Tempo depois, Nolan Bushnell vendeu a empresa para a Warner, que tinha feito uma oferta irrecusável. Com o passar do tempo, houve um certo "choque" entre a nova direção e Nolan Bushnell por causa do modo diferente dele administrar a empresa, e também irritando os magnatas que tinham comprado a companhia. Isso culminou com Nolan sendo despedido.
O primeiro console foi o Atari VCS (Video Computer System), produzido em 1977. Seu preço era alto demais (em torno de 200 dólares), e uma sucessão de novos consoles foi lançado para tentar estabelecer uma fonte de renda segura, até que, em 1977, lançou o Atari 2600, de longe seu maior sucesso (e posteriormente o ícone da empresa).

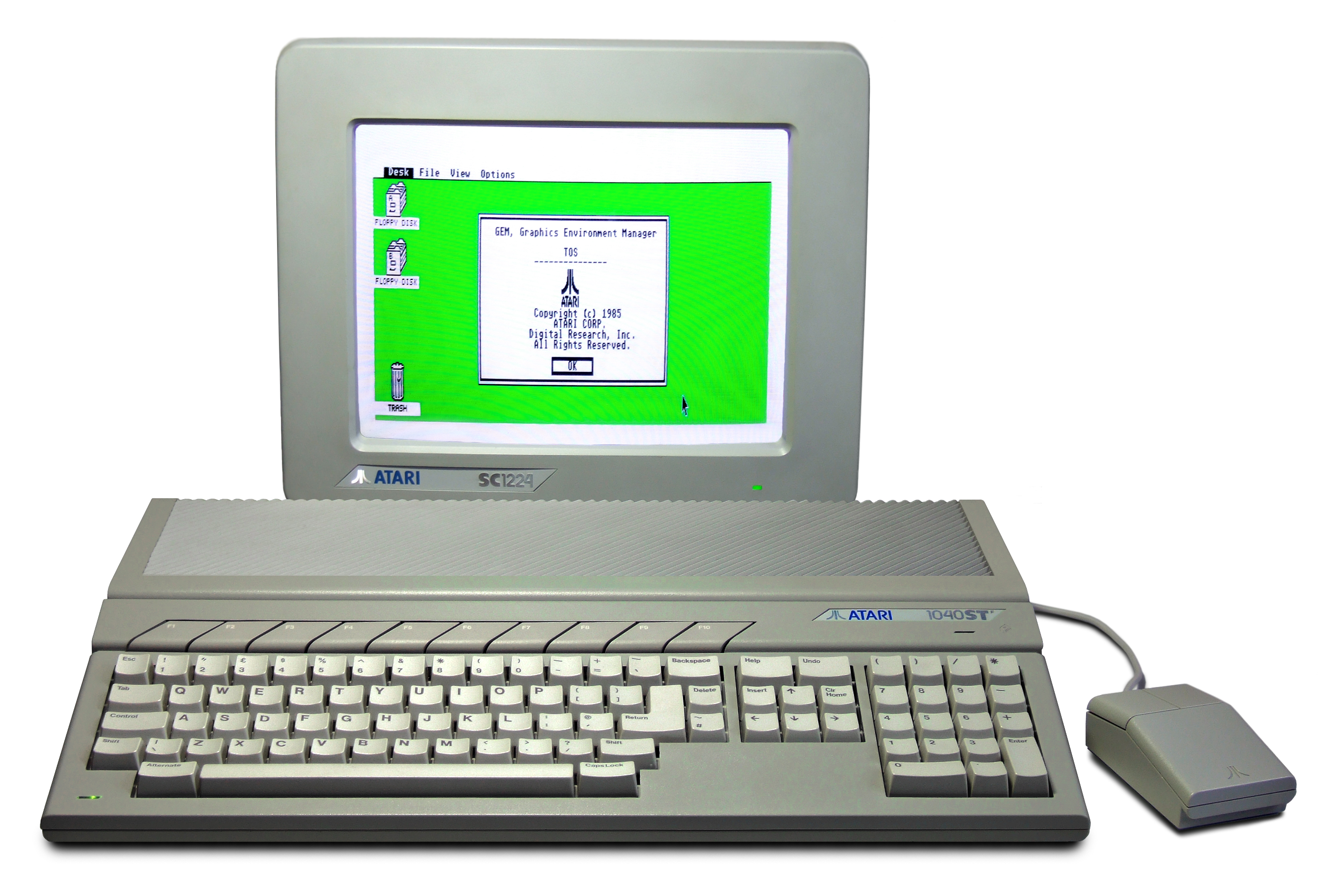
Computador Atari ST de 1985.

A empresa também começou a produzir computadores de uso doméstico a partir de 1979 com a Família Atari de 8-bits e posteriormente com a família Atari ST a partir de 1985, também lançou o Atari Portfolio considerado um dos primeiros computadores de bolso do mundo.

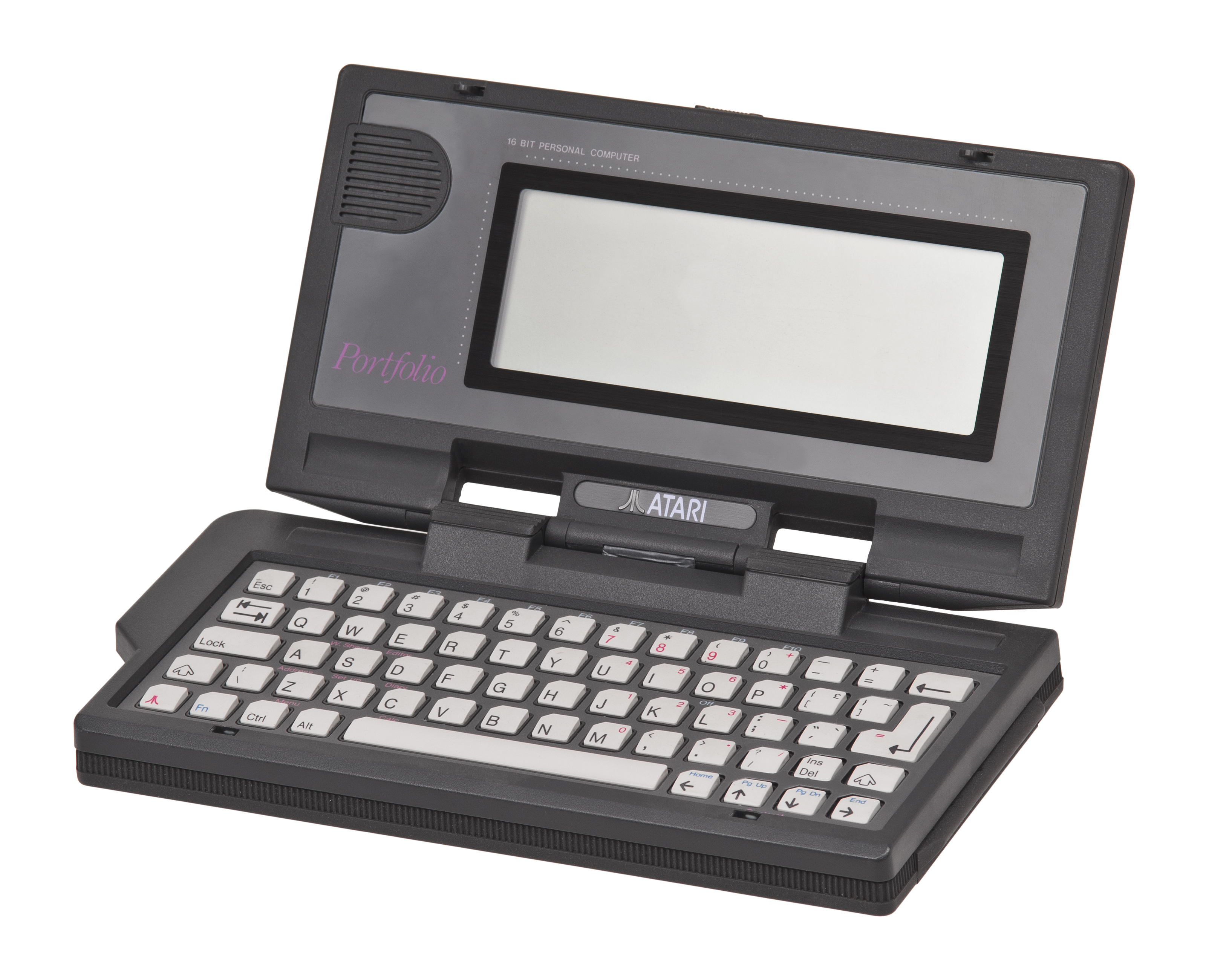
Atari Portfolio de 1989.

Novos consoles com mais recursos foram lançados posteriormente (como o Atari 5200, o portátil Lynx, e o mais recente o Jaguar), mas nenhum chegou perto das marcas de venda alcançadas pelo 2600 durante os anos 1980. Havia centenas de empresas produzindo jogos (que chegavam aos milhares de títulos) para o 2600, entre elas a Sega, a Coleco, e a Nintendo. As vendas começaram a cair nos Estados Unidos entre 1983 e 1984.
No Brasil foi lançado em 1983 pela Gradiente e continuou como o vídeo game mais popular até o final da década, quando a SEGA entrou no mercado com o Master System. Ainda assim, é possível encontrar até hoje programadores e pequenas empresas produzindo novos jogos compatíveis com esse console.

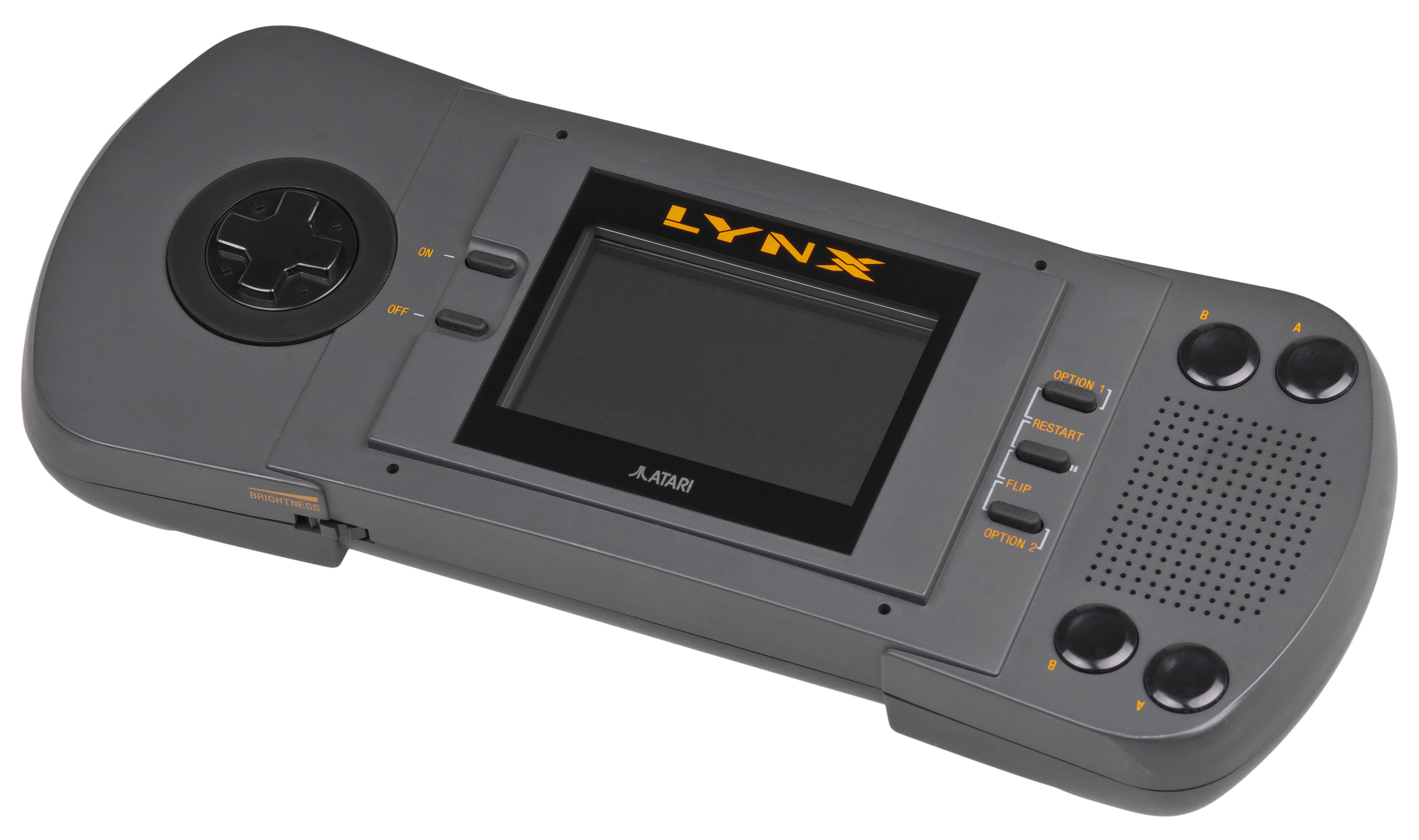
Console portátil Atari Lynx de 1989.

O insucesso frente às grandes marcas surgidas a partir da "terceira geração" de video games de 8 bits causou problemas financeiros na Atari. No início dos anos 1990, a companhia investiu no portátil Lynx, que não teve a mesma aceitação que o concorrente Game Boy, da Nintendo.
Em 1993 lançou, em parceria com a IBM, o Jaguar, console de 64 bits, e o mais avançado de seu tempo. Mas a carência de jogos e o alto preço do aparelho fez com que as vendas nunca decolassem, sendo mais tarde eclipsado pela Nintendo com o Nintendo 64, bem como pela Sony, com o seu primeiro console, o PlayStation.

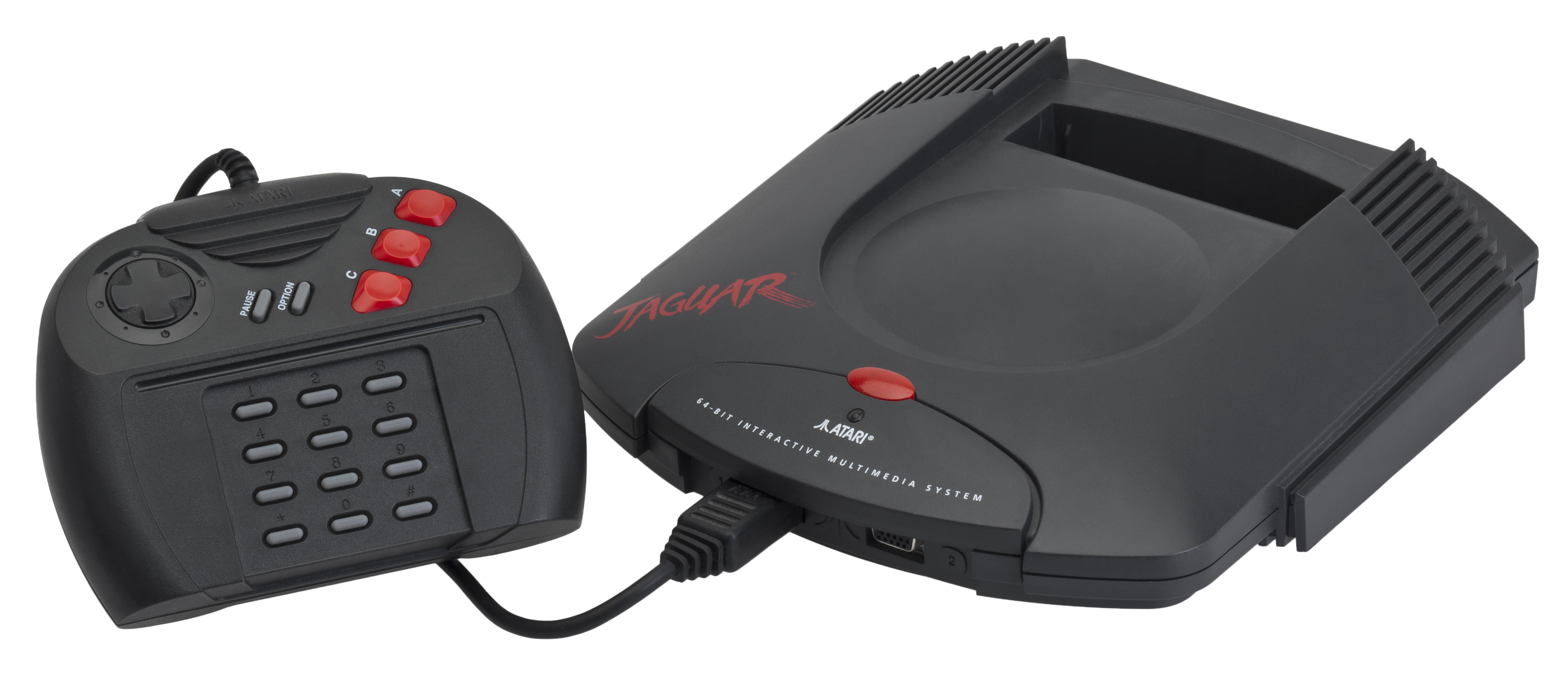
Atari Jaguar de 1993.

Ao longo dos anos 1990, a inabilidade da Atari em acompanhar o mercado de consoles culminou com a venda de suas divisões para diversas empresas de informática, terminando com a venda da própria marca para a Infogrames em 2001. Desde então, esta empresa usa o nome e o logotipo original da Atari em seus produtos, e assim produziu jogos de sucesso, como a série Civilization.

## Principais produtos

### Hardware
- Atari 2600
- Atari Video Music
- Atari 5200
- Atari 7800
- Atari XEGS
- Atari Lynx
- Atari Jaguar
- Família Atari de 8-bits
- Atari ST, Atari STE
- Atari MEGA ST, Atari MEGA STE linha profissional
- Atari TT
- Atari Falcon
- Atari Transputer Workstation
- Atari Portfolio palmtop
- Atari VCS

### Software
- Act of War: Direct Action
- Act of War: High Treason
- Série Alone in the Dark.
- ArmA: Armed Assault
- Boiling Point: Road to Hell
- Backyard Sports
- Crashday
- Dark Earth
- Dragon Ball: Advanced Adventure
- Dragon Ball Z: Budokai
- Dragon Ball Z: Budokai 2
- Dragon Ball Z: Budokai 3
- Dragon Ball Z: Budokai Tenkaichi
- Dragon Ball Z: Budokai Tenkaichi 2
- Dragon Ball Z: Budokai Tenkaichi 3
- Dragon Ball Z: Sagas
- Dragon Ball Z: Super Sonic Warriors
- Dragon Ball Z: Super Sonic Warriors 2
- Dragon Ball Z: The Legacy of Goku
- Dragon Ball GT: Transformation
- Yu Yu Hakusho: Spirit Detective
- Yu Yu Hakusho: Tournament Tactics
- Yu Yu Hakusho: Dark Tournament
- Driver (1999)
- Driver 2 (2000)
- DRIV3R (2004)
- Driver: Parallel Lines (2006) (Verões para PC and Wii foram distribuídas pela Ubisoft)
- Enter the Matrix
- Ikaruga
- Chris Sawyer's Locomotion
- Neverwinter Nights (2002)
- Neverwinter Nights 2 (2006)
- Test Drive (1987)
- Test Drive Unlimited (2006 + 2007)
- The Matrix: Path of Neo
- Unreal Tournament 2003 (2002)
- Unreal Tournament 2004 (2004)
- Godzilla: Destroy All Monsters Melee
- Godzilla: Save the Earth
- Transformers
- Atari Flashback
- Atari Flashback 2
- Mission Impossible: Operation Surma
- Terminator 3: The Redemption
- thrillville
- thrillville: off the rails
- Tycoon City: New York
- Dungeons & Dragons Online
- The Temple of Elemental Evil
- Fahrenheit: Indigo Prophecy
- Retro Atari Classics
- RollerCoaster Tycoon 2
- RollerCoaster Tycoon 3
- Marc Ecko's Getting Up: Contents Under Pressure